# 花田村 (愛知県)
花田村（はなだむら）は、かつて渥美郡に属し、豊橋市の市制施行の年に豊橋町と合併した愛知県下に存在した村である。

## 概要
旧吉田宿の西側に位置し、現在のJRや名鉄の豊橋駅や豊橋鉄道渥美線の新豊橋駅や路面電車の駅前停留場の所在地。
戦前は、旧吉田宿の区域内だった札木や神明の方が繁華街だったが、戦時中の空襲で市街地は大半を焼失。戦後、物産館デパート（後の豊橋西武）が元の繁華街から現在のココラフロントの所へ移転したり、豊橋駅の民衆駅化で、戦前の札木や神明に代わって豊橋市一の繁華街となった。
近年、郊外店の進出でデパートが縮小したりしたが、駅前繁華街の地位は揺らいでいない。

## 歴史
- 1878年（明治11年） - 渥美郡の花ヶ崎（はながさき）村と羽田（はだ）村が合併、渥美郡花田村が発足[1]。
- 1888年（明治21年） - 東海道本線の駅が豊橋（とよはし）駅の名でこの地で開業。
- 1889年（明治22年）10月1日 - 町村制施行。渥美郡花田村が単独で村制施行し花田村が発足[2]。
- 1906年（明治39年）7月15日 - 渥美郡花田村は同郡豊岡村とともに、同郡豊橋町に編入[2]。渥美郡豊橋町の一部となる。